# Port de Pollença

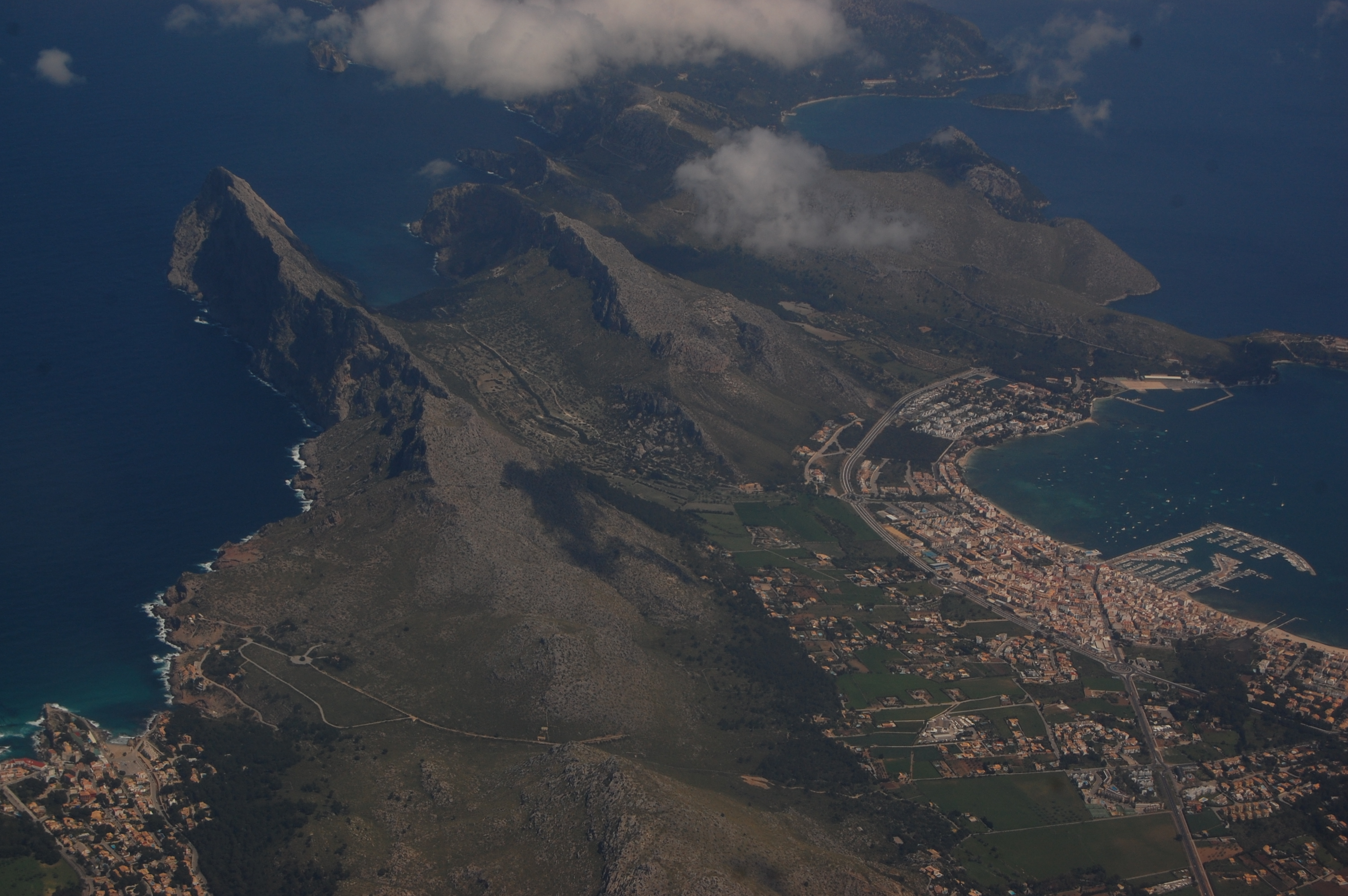

Port de Pollença är en ort i Spanien.   Den ligger i regionen Balearerna, i den östra delen av landet, 600 km öster om huvudstaden Madrid. Port de Pollença ligger 7 meter över havet och antalet invånare är 6 596. Den ligger på ön Mallorca.
Terrängen runt Port de Pollença är huvudsakligen kuperad, men söderut är den platt. Havet är nära Port de Pollença åt nordost. Runt Port de Pollença är det ganska tätbefolkat, med 214 invånare per kvadratkilometer. Närmaste större samhälle är Alcúdia, 6,9 km sydost om Port de Pollença. 